# Sejřek
Sejřek (en allemand : Seiersch) est une commune du district de Žďár nad Sázavou, dans la région de Vysočina, en République tchèque. Sa population s'élevait à 169 habitants en 2020.

## Géographie
Sejřek se trouve à 10 km au sud-sud-est de Bystřice nad Pernštejnem, à 30 km au sud-est de Žďár nad Sázavou, à 52 km à l'est de Jihlava à 154 km au sud-est de Prague.
La commune est limitée par Věžná et Nedvědice au nord, par Černvír et Doubravník à l'est, par Olší au sud, par Drahonín au sud-ouest et par Střítež à l'ouest.

## Histoire
La première mention écrite de la localité date de 1350.

## Administration
La commune se compose de deux quartiers :
- Bor
- Sejřek

## Transports
Par la route, Sejřek se trouve à 16,5 km de Bystřice nad Pernštejnem, à 36 km de Žďár nad Sázavou, à 67 km de Jihlava et à 188 km de Prague.